# Разумов, Александр Иванович
Александр Иванович Разумов (5 января 1897, с. Мусорка Самарской губернии — 31 августа 1987, Казань) — советский учёный, химик-органик, доктор химических наук (1958), профессор (1960), заслуженный деятель науки и техники ТАССР, РСФСР (1965, 1972).

## Биография
Окончил Сызранское духовное училище.
После окончания химического факультета Казанского университета (1922) работал там же (с 1919, будучи студентом, начал преподавать).
Ученик А. Е. Арбузова.
1938 г. — кандидат химических наук (без защиты).
1958 г. — доктор химических наук.
С 1930 в Казан. хим.-технол. ин-те, зам. директора (1932-35), зав. кафедрой органической химии (1962-81).
Засл. деятель науки и техники ТАССР, РСФСР (1965, 1972).
Автор более 500 научных трудов, 100 авторских свидетельств.
Подготовил 6 докторов (В. В. Москва, Е. А. Красильникова, М. Б. Газизов, П. А. Гуревич, М. П. Соколов и др.) и более 30 кандидатов наук.
Скончался 31 августа 1987 г. в Казани.

## Научные интересы
Исследовал производные фосфоновых, фосфиновых и фосфинистых к-т, фосфорилированные гетероциклы, тиоэфиры кислот трёхвалентного фосфора. Внёс вклад в химию фосфорилированных карбонильных и непредельных соединений, хлорангидридов трёх- и пятивалентного фосфора, биологически активных соединений, а также в изучение механизма реакции Арбузова. Предложил способы получения несимметричных фосфорилированных ацеталей уксусного альдегида, фосфорилированных производных пиридина, содержащих гидразиновую группировку. Одним из первых в стране реализовал задачу поиска лекарственных препаратов среди синт. фосфорорганических соединений. Под руководством Разумова разработаны и внедрены в мед. практику (офтальмология, хирургия, гинекология) лекарственные препараты армин, нибуфин, фосфобензид.

## Основные труды
- Очерк научной деятельности академика А. Е. Арбузова // Арбузов А. Е. Избранные труды. М., 1952. С.15-26.
- А. И. Разумов, Н. Н. Банковская. Получение и некоторые свойства промежуточных продуктов арбузовской перегруппировки // Доклады АН СССР, 116:2 (1957).
- Исследование в ряду производных фосфиновых и фосфинистых кислот: Автореферат дис. на соискание ученой степени доктора химических наук / МВО. Казан. хим.-технол. ин-т им. С. М. Кирова. Кафедра орган. химии. Казань, 1958. 25 с.
- А. И. Разумов, Г. А. Савичева, Г. К. Будников. О полярографическом поведении и структуре некоторых фосфорилированных альдегидов в водных растворах // Доклады АН СССР, 158:2 (1964).
- Сравнительная характеристика смешанного аллилового-изопропенилового эфира этилфосфиновой кислоты и его полимера // Фармакология и токсикология фосфорорганических соединений и других биологически активных веществ. Казань, 1969 (соавт.)
- Взаимодействие полных эфиров -алкоксиэтилфосфоновых кислот с пятихлористым фосфором // Журнал общей химии. 1973. № 1 (соавт.).
- Избранные главы органической химии: Учебник. Казань, 1974. 219 с.

## Награды
Орден Трудового Красного Знамени, орден Знак Почета, медаль «За доблестный труд в Великой Отечественной войне 1941—1945 гг.», «Ветеран труда» и др.